# DFL-Ligapokal
DFL-Ligapokal sau Cupa Ligii Germaniei, a fost o competiție fotbalistică din  Germania, care avea loc la începutul sezonului de Bundesliga, și întrunea primele 5 echipe din sezonul precedent de Fußball-Bundesliga și câștigătoarea DFB-Pokal. Competiția a fost fondată în 1997 și desființată oficial în 2009, deși ultima ediție s-a jucat în anul 2007.

## Ediții
| Sezon   | Câștigătoare      | Scor | Finalistă                | Stadion                     |
| ------- | ----------------- | ---- | ------------------------ | --------------------------- |
| 1972–73 | Hamburger SV      | 2–0  | Borussia Mönchengladbach | Volksparkstadion, Hamburg   |
| 1997    | FC Bayern München | 2–0  | VfB Stuttgart            | BayArena, Leverkusen        |
| 1998    | FC Bayern München | 4–0  | VfB Stuttgart            | BayArena, Leverkusen        |
| 1999    | FC Bayern München | 2–1  | SV Werder Bremen         | BayArena, Leverkusen        |
| 2000    | FC Bayern München | 5–1  | Hertha BSC Berlin        | BayArena, Leverkusen        |
| 2001    | Hertha BSC Berlin | 4–1  | FC Schalke 04            | Carl-Benz-Stadion, Mannheim |
| 2002    | Hertha BSC Berlin | 4–1  | FC Schalke 04            | Ruhrstadion, Bochum         |
| 2003    | Hamburger SV      | 4–2  | Borussia Dortmund        | Stadion am Bruchweg, Mainz  |
| 2004    | FC Bayern München | 3–2  | SV Werder Bremen         | Stadion am Bruchweg, Mainz  |
| 2005    | FC Schalke 04     | 1–0  | VfB Stuttgart            | Zentralstadion, Leipzig     |
| 2006    | SV Werder Bremen  | 2–0  | FC Bayern München        | Zentralstadion, Leipzig     |
| 2007    | FC Bayern München | 1–0  | FC Schalke 04            | Zentralstadion, Leipzig     |

## Performanță după club
| Club                     | Trofee | Finale | Anii trofeelor                     | Anii finalelor   |
| ------------------------ | ------ | ------ | ---------------------------------- | ---------------- |
| Bayern München           | 6      | 1      | 1997, 1998, 1999, 2000, 2004, 2007 | 2006             |
| Hertha BSC               | 2      | 1      | 2001, 2002                         | 2000             |
| Hamburg                  | 2      | 0      | 1972–73, 2003                      | –                |
| Schalke 04               | 1      | 3      | 2005                               | 2001, 2002, 2007 |
| Werder Bremen            | 1      | 2      | 2006                               | 1999, 2004       |
| VfB Stuttgart            | 0      | 3      | –                                  | 1997, 1998, 2005 |
| Borussia Mönchengladbach | 0      | 1      | –                                  | 1972–73          |
| Borussia Dortmund        | 0      | 1      | –                                  | 2003             |